# يانيك ثولين
يانيك ثولين (18 يوليو 1990 في بلجيكا - ) هو لاعب كرة قدم بلجيكي في مركز حراسة المرمى. لعب مع فيربرويديرينغ غيل وكيه في ميخيلين ونادي غينت ولوميل يونايتد.

## وصلات خارجية
- يانيك ثولين على موقع قاعدة بيانات كرة القدم.إي يو (الإنجليزية)
- يانيك ثولين على موقع Soccerway.com (الإنجليزية)
- يانيك ثولين على موقع عالم كرة القدم.نت (الإنجليزية)
- يانيك ثولين على موقع AS.com (الإسبانية)